# Tymozyna
Tymozyna – hormon wydzielany przez grasicę. Przyspiesza dojrzewanie limfocytów T, ma działanie przeciwnowotworowe poprzez pobudzanie limfopoezy. Pełni istotną rolę w zwalczaniu chorób autoimmunologicznych.